# Leonardo Vieira
Leonardo de Pinho Vieira (Rio de Janeiro, 28 de dezembro de 1968), é um ator brasileiro. Ganhou notoriedade ao interpretar o mocinho José Inocêncio na primeira fase da telenovela Renascer, tendo se tornado um dos principais artistas da Rede Globo, até o ano de 2005, quando transferiu-se para a RecordTV, para interpretar o vilão Vitor Lopo Júnior na telenovela Prova de Amor.

## Biografia
Já na adolescência Leonardo Vieira participava de espetáculos na escola, e cursou a faculdade de teatro. Começou na TV ao interpretar Pedro, em A História de Ana Raio e Zé Trovão, pela Rede Manchete, mas foi revelado ao grande público em 1993 por interpretar o personagem José Inocêncio na primeira fase da telenovela Renascer da Rede Globo. No mesmo ano foi o protagonista da telenovela Sonho Meu, na mesma emissora, com o personagem Lucas Candeias de Sá. Em 2004 deu vida ao personagem Leandro Ferreira da Silva de Senhora do Destino também da Rede Globo. 
Em 2005 assinou contrato com a Rede Record, onde viveu o vilão Vitor Lopo Júnior na telenovela Prova de Amor. Em 2007 interpretou o policial Marcelo Duarte Montenegro em Caminhos do Coração/Os Mutantes.

## Vida pessoal
É membro do Movimento Humanos Direitos. É abertamente homossexual. Vieira se casou com Leandro Fonseca no dia 4 de julho de 2018, após oito anos de relacionamento.

## Filmografia

### Televisão
| Ano  | Título                             | Personagem                | Notas                             | Emissora      | Ref.   |
| ---- | ---------------------------------- | ------------------------- | --------------------------------- | ------------- | ------ |
| 1990 | A História de Ana Raio e Zé Trovão | Pedro                     |                                   | Rede Manchete |        |
| 1993 | Renascer                           | José Inocêncio (jovem)    | Episódios: "8–11 de março"        | Rede Globo    |        |
| 1993 | Sonho Meu                          | Lucas Candeias de Sá      |                                   | Rede Globo    |        |
| 1994 | Quatro por Quatro                  | Vinícius Loducca          |                                   | Rede Globo    |        |
| 1997 | Você Decide                        | Jorge                     | Episódio: "A Desforra"            | Rede Globo    |        |
| 1997 | Você Decide                        | Felipe                    | Episódio: "Gente Jovem"           | Rede Globo    |        |
| 1997 | Você Decide                        | Carlos                    | Episódio: "Assédio"               | Rede Globo    |        |
| 1998 | Brida                              | Lorens                    |                                   | Rede Manchete |        |
| 1999 | Malhação                           | Zeca Vergueiro            | Episódios: "3–17 de fevereiro"    | Rede Globo    |        |
| 1999 | Suave Veneno                       | Mauro                     | Episódio: "17 de setembro"        | Rede Globo    |        |
| 2001 | Ganância                           | Rômulo Sá Marques         |                                   | SIC           |        |
| 2001 | Os Maias                           | Pedro da Maia             |                                   | Rede Globo    |        |
| 2003 | Sítio do Picapau Amarelo           | Rei Artur                 | Episódio: "A Lenda do Rei Arthur" | Rede Globo    |        |
| 2004 | Senhora do Destino                 | Leandro Ferreira da Silva |                                   | Rede Globo    |        |
| 2005 | Como uma Onda                      | João Gabriel              | Episódios: "13–17 de junho"       | Rede Globo    |        |
| 2005 | Prova de Amor                      | Vitor Lopo Júnior (Lopo)  |                                   | RecordTV      | [ 11 ] |
| 2007 | Caminhos do Coração                | Marcelo Duarte Montenegro |                                   | RecordTV      | [ 12 ] |
| 2008 | Os Mutantes                        | Marcelo Duarte Montenegro |                                   | RecordTV      |        |
| 2010 | Nascemos pra Cantar                | Seu Mario                 | Especial de fim de ano            | RecordTV      | [ 13 ] |
| 2011 | Vidas em Jogo                      | Ernesto Lopes Vidal       |                                   | RecordTV      |        |
| 2013 | José do Egito                      | Apopi I                   |                                   | RecordTV      |        |
| 2014 | Vitória                            | Tadeu Gorgulho Nogueira   |                                   | RecordTV      |        |
| 2016 | Os Dez Mandamentos                 | Balaão                    |                                   | RecordTV      |        |

### Cinema
| Ano  | Título                | Personagem     | Notas          |
| ---- | --------------------- | -------------- | -------------- |
| 1998 | Pão de Açúcar         | Pedro          | Curta-metragem |
| 2000 | Cronicamente Inviável | Ceará          |                |
| 2001 | Achados e Perdidos    | Heitor         | Curta-metragem |
| 2003 | Poeta de Sete Faces   | Otto           |                |
| 2004 | Veias e Vinhos        | Márcio         |                |
| 2004 | Concerto Campestre    | Maestro Ubaldo |                |
| 2004 | O Vestido             | Ulisses        |                |

## Teatro
| Ano  | Título                                        | Personagem | Notas                                                          |
| ---- | --------------------------------------------- | ---------- | -------------------------------------------------------------- |
| 1990 | A Morte de Quincas Berro d'Água               |            | Adaptação e direção de André Monteiro                          |
| 1991 | O Rei Artur e os Cavaleiros da Távola Redonda |            | Texto e direção de Celso Lemos                                 |
| 1992 | As Desgraças de uma Criança                   |            | Direção de Moacyr Chaves                                       |
| 1993 | A Sereiazinha                                 |            | Adaptação de Marcelo Saback e direção de Miguel Falabella      |
| 1995 | A Pequena Mártir                              |            | Texto e direção de Miguel Falabella                            |
| 1996 | As Criadas                                    |            | de Jean Genet                                                  |
| 1997 | Terra de Cego                                 |            | de Mauro Ferreira e direção de Erick Nielson                   |
| 1997 | Zorro                                         |            | Adaptação de Maria Clara Machado e direção de Gaspar Filho     |
| 1999 | D. Rosita, a Solteira                         |            | de Garcia Lorca e direção de Cristina Pereira e Antônio Grassi |
| 2000 | O Avarento                                    |            | de Moliére e direção de Amir Haddad                            |
| 2002 | Arlequim                                      |            | de Cano Goldoni e direção de Luiz Artur Nunes                  |
| 2009 | Bodas de Sangue                               |            |                                                                |
| 2015 | Paparazzi                                     |            |                                                                |
| 2017 | Nove em Ponto                                 | Diogo      |                                                                |

## Prêmios e indicações
| Ano  | Prêmio                  | Categoria               | Trabalho            | Resultado | Ref    |
| ---- | ----------------------- | ----------------------- | ------------------- | --------- | ------ |
| 1994 | Troféu Imprensa         | Melhor Ator Revelação   | Renascer            | Indicado  | [ 14 ] |
| 2006 | Prêmio Contigo! de TV   | Melhor Ator Coadjuvante | Prova de Amor       | Indicado  | [ 14 ] |
| 2008 | Prêmio Qualidade Brasil | Melhor Ator             | Caminhos do Coração | Indicado  | [ 14 ] |
| 2009 | Prêmio Contigo! de TV   | Melhor Ator             | Os Mutantes         | Indicado  | [ 14 ] |